# Kabupaten Aceh Tenggara
Kabupaten Aceh Tenggara är ett kabupaten i Indonesien.   Det ligger i provinsen Aceh, i den västra delen av landet, 1 500 km nordväst om huvudstaden Jakarta. Antalet invånare är 186 880.